# Râul Valea Satului, Dâmbovița
Râul Valea Satului este un curs de apă, afluent al râului Dâmbovița. 